# Jan Baptist van de Woestijne

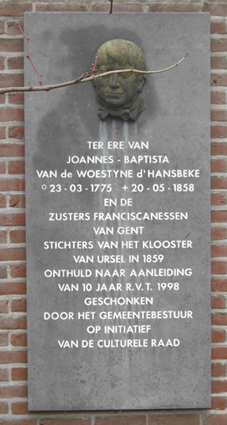
Monument Jan Baptist van de Woestijne.

Jan Baptist van de Woestijne (Gent, 23 maart 1775 - aldaar, 20 mei 1858) was een grootgrondbezitter en mecenas, burgemeester van Hansbeke en stichter van verschillende kloosters in België. Hij was de zoon van Joseph van de Woestijne, heer van Hansbeke en Winhem en Joanna Schoorman.

## Vermogend
Joseph was in het bezit van de heerlijkheid van Hansbeke gekomen in 1765, hij liet er rond 1790 een kasteel bouwen. Na zijn dood ging de heerlijkheid over op zijn zoon Jan Baptist, die zowel in Gent als in Hansbeke woonde. Jan Baptist was in 1811 gehuwd met Louise de Calonne de Courtebonne, afkomstig uit Calais. Hij overleefde zijn echtgenote en zijn vier kinderen.
Jan Baptist van de Woestijne bezat 1.371 ha grond, zodat zijn vermogen werd geschat op 5 miljoen fr. (€ 124.000). Tijdens zijn leven liet hij reeds kloosters bouwen te Hansbeke (1846), Ursel (1859) en Knesselare (1854). De Zusters Franciscanessen (Crombeen) met moederhuis te Gent, namen de leiding van deze kloosters. Ze hadden drie opdrachten: het uitbouwen van een school, een bejaardenhuis en een weeshuis.
Te Hansbeke bouwde van de Woestijne, benevens het klooster, ook de Philomenakapel en bekostigde hij het meubilair en uitrusting van de parochiale kerk. Hij was er tevens burgemeester van 1825 tot 1830.